# Флаг Намибии
Государственный флаг Республики Намибия был впервые поднят в день провозглашения независимости страны, 21 марта 1990 года, и описан в приложении 6 вступившей в этот день в силу Конституции Республики Намибия:

Государственный флаг Намибии должен быть прямоугольным в пропорции три по длине к двум по ширине, скошенным в синюю, белую и зелёную обратные перевязи; белая обратная перевязь, которая должна быть в одну третью часть ширины флага, обременена другой, красной, в одну четверть ширины флага. Вверху у древка должно быть золотое солнце с двенадцатью лучами, диаметр которого должен составлять одну треть ширины флага, а его вертикальная ось должна быть на расстоянии одной пятой от древка, расположенное равноудалённо от верхнего края и от обратной перевязи. Лучи, каждый из которых составляет две пятых радиуса солнца, имеют в своём основании синее кольцо, которое должно быть в одну десятую радиуса солнца.

## Символика
Цвета флага Республики Намибия и их расположение основаны на цветах флага Народной организации Юго-Западной Африки, СВАПО (англ. South West Africa People's Organization, SWAPO), существующего с 1971 года и состоящего из трёх горизонтальных равновеликих полос — синей, красной и зелёной, и на цветах и их расположении на флаге Демократического Альянса Турнхалле, известного с 1989 года, который состоял из белого полотнища с широкими восходящими синей и красной диагональными полосами.
Считается, что солнце символизирует жизнь и энергию, его золотой цвет — пустыню Намиб и минеральные богатства Намибии, синий — небо и Атлантический океан, а также значимость воды в засушливом климате. Красный цвет олицетворяет народ, его героизм и решимость построить будущее с равными возможностями для всех. Зелёный — символ природных ресурсов, белый — мира и единства.

## История

### Доколониальный период
Начиная с 1842 года Рейнское миссионерское общество основало в юго-западной части Африки много своих отделений (станций) и вело активную миссионерскую деятельность среди коренных народов. В 1864 году англо-шведский исследователь Африки и торговец Чарльз Джон Андерссон (Charles John Andersson), проживавший на миссионерской станции в Отжиминге (Otjimingue), был избран вождём конфедерации народа дамара перед его войной с союзом народа нама. Британский художник Томас Байнес (Thomas Baines) в мае 1864 года создал по его просьбе национальный флаг конфедерации дамарапо образу и подобию флага Великобритании — синее полотнище с прямым красным крестом с белой каймой, положенным на белую четырёхлучевую звезду.
Этот флаг использовался 6 июня 1864 года, когда войско дамара под командованием Андерссона вступило в бой с войском нама и развевался над войском дамара в ходе его битвы с войском нама 22 июня 1864 года к югу от Виндхука, в результате которой победившие дамара понесли тяжёлые потери, а Андерссон был тяжело ранен и перестал быть вождём дамара. После этого не было сведений об использовании этого флага
В 1868 — 1871 годах бастеры — потомки голландцев и женщин-готтентотов переселились из Капской колонии в местность Рехобот к югу от Виндхука, где основали Свободную Республику Рехобот. С 1872 года известен национальный флаг бастеров (рехоботеров), состоящий из концентрических квадратов — белого, красного и чёрного.
12 марта 1878 года Великобритания аннексировала территорию вокруг Китовой бухты (Уолфиш-Бей, англ. Walvis Bay) и административно включила её в состав британской Капской колонии, подняв флаг Великобритании.

### В составе владений Германии
В августе 1884 года генеральный консул Германии Густав Нахтигаль, прибывший с группой военных кораблей, по поручению канцлера Германии князя Отто фон Бисмарка произвёл поднятие государственного военного флага Германии над юго-западным побережьем Африки от реки Оранжевой на юге до реки Кунене на севере (исключая территорию вокруг Уолфиш-Бея) в знак установления протектората Германии над территориями, которые с 1883 года крупный германский табакоторговец и предприниматель Адольф Людериц приобрёл у вождя нама Йозефа Фредерика II (залив Ангра-Пекена с прилегающей местностью, прибрежная полоса шириной 20 миль между рекой Оранжевая и 26 градусом южной широты и др).
На Берлинской конференции (1884—1885) были в основном определены границы владений Германии в юго-западной части Африки, 30 апреля 1885 года состоялась официальная церемония провозглашение Протектората Германская Юго-Западная Африка (нем. die Schutzgebiet Deutsch-Südwestafrika), из Германии стали прибывать первые поселенцы. По Занзибарскому договору к Германской Юго-Западной Африке была присоединена «полоса Каприви», для обеспечения доступа Германии к реке Замбези, а также призванная отделить британский Протекторат Бечуаналенд от португальской Анголы. В 1891 году резиденция германского комиссара была перенесена в Виндхук.
В 1914 году под наблюдением статс-секретаря имперского колониального ведомства Германии Вильгельма Сольфа были разработаны проекты гербов и флагов для всех германских колониальных владений. Проекты гербов представляли собой увенчанные германской императорской короной щиты, в серебряной главе которых был изображён прусский чёрный одноглавый орёл с чёрно-серебряным щитком из родового герба Гогенцоллернов на груди, а в основном поле щита изображалась собственно эмблема владения. Для Германской Юго-Западной Африки предлагалось установить в качестве его символа изображение сияющего алмаза над серебряной головой быка в лазоревом (синем) поле. В качестве флагов колониальных владений предлагалось утвердить чёрно-бело-красный  национальный флаг Германии с эмблемой в виде щита, содержащий нижнюю часть из герба (то есть символ собственно колонии или протектората). Но начавшаяся Первая мировая война помешала осуществлению этого плана и гербы и флаги германских колониальных владений никогда не были утверждены.

### Мандат Лиги Наций и опека ООН
С началом Первой мировой войны на территорию Германской Юго-Западной Африки начали наступление войска доминиона Великобритании — Южно-Африканского Союза и уже 9 июля 1915 года германские колониальные войска капитулировали, вся страна была оккупирована южно-африканскими войсками. По Версальскому договору Юго-Западная Африка была передана под управление Южно-Африканскому Союзу, который в 1922 году получил мандат группы «В» Лиги Наций на управление этой подмандатной территорией. После прекращения существования Лиги Наций ООН в 1946 году поручила Южно-Африканскому Союзу осуществлять опеку над Подопечной Территорией Объединённых Наций Юго-Западная Африка (англ. United Nations Trust Territory of Southwest Africa), готовя её к предоставлению независимости.
12 июня 1966 года Генеральная Ассамблея ООН признала осуществление опеки Южно-Африканской Республикой ненадлежащим и прекратило её, присвоив подопечной территории новое название — Намибия (по пустыне Намиб). Южно-Африканская Республика проигнорировала решения ООН и продолжала осуществлять оккупацию Намибии и управление ею наравне с другими провинциями ЮАР.

### Флаги хоумлендов
В 1962 году комиссия под председательством Фокса Одендаля (Fox Odendaal) предложила правительству Южно-Африканской Республики в рамках осуществления политики апартеида создать для коренных народов Юго-Западной Африки этнические «отечества» — хоумленды (англ. homelands), известные также под названием бантустанов, в которых они могли бы сохранить свою самобытность и получить более эффективное политическое и хозяйственно-экономическое развитие в отсутствие конкуренции с белыми предпринимателями.
Первым в 1968 году был создан хоумленд Герероленд, неофициальным флагом которого с 1970 года стало полотнище из горизонтальных равновеликих полос — зелёной, белой и чёрной.
В дальнейшем были созданы хоумленды Бастерленд (Рехобот), Бушменленд, Дамараленд, Восточный Каприви, Каоколенд, Каванголенд, Намаленд, Овамболенд и Тсваналенд.
В 1973 году хоумленды Каванголенд и Овамболенд получили внутреннее самоуправление и статус «государств».
Государство Овамбо стало первым, получившим свою законодательную ассамблею, правительство, герб и флаг с описанием:

Флаг Овамбо должен состоять из трёх горизонтальных полос равной ширины сверху вниз — синей, белой и оливково-зелёной, в центре белой полосы должны быть семь симметрично расположенных оливково-зелёных геральдических столбиков. Ширина флага Овамбо должна быть равна двум третям его длины. Ширина каждого столбика должна быть равна одной двенадцатой длины флага. Расстояние между вертикальными столбиками и между столбиками и синей и оливково-зелёной полосами должно быть равно половине ширине столбика.

Синий цвет на флаге символизировал бесконечность неба, белый — мир, зелёный — сельское хозяйство. Семь геральдических столбиков олицетворяли семь племён овамбо: кванима, ндонга, квамби, нганджера, мбаланти, квалууди и колонкати-эунда.
Следующим свои законодательное собрание, правительство, герб и флаг получило Государство Каванго.
Описание флага было следующим:

Флаг Каванго должен быть зелёным с тремя горизонтальными полосами равной ширины от древка до края — оранжевой, белой и синей. Ширина флага Каванго должна быть равна двум третям его длины. Ширина трёх горизонтальных полос должна составлять одну шестую ширины флага.

Зелёное полотнище символизировало Каванго, как наиболее увлажненную и богатую растительностью часть Юго-Западной Африки; оранжевая, белая и синяя полосы происходили из бывшего флага Южно-Африканской Республики 1928 — 1994 годов.
В 1977 году внутреннее самоуправление получил расположенный к востоку от Каванго, в восточной части «полосы Каприви» хоумленд Восточный Каприви, большинство населения которого составлял народ лози (баротсе), являющийся большинством в провинции Баротселенд соседней Республики Замбия. Описание флага Государства Каприви было следующим:

Флаг Каприви должен состоять из четырёх горизонтальных полос равной ширины снизу вверх — чёрной, белой, зелёной и синей, в центре флага, на белой и зелёной полосах, изображены два чёрных слона одинаковых по размеру, повёрнутых друг к другу своими поднятыми выше голов хоботами. Высота слонов должна составлять две трети ширины двух полос. Ширина флага Каприви должна быть равна двум третям его длины.

Два слона символизировали два главных племени составляющего большинство Каприви народа лози — мафве и басубия. Чёрная и белая полосы символизировали народы Каприви, зелёная — сельское хозяйство и синяя — реки Замбези, Чобе, Линьянди и Квандо и озеро Лиамбези.
2 мая 1979 года законодательное собрание хоумленда Дамараленд обратилось к государственному герольду Южно-Африканской Республики с просьбой создать проекты герба и флага Дамараленда. Геральдическое бюро Южной Африки разработало проект флага, полотнище которого состояло из белых и коричневых четырёх частей попеременно, расположенных в пропорциях скандинавского креста, с пнистым столбом переменных цветов (то есть с коричневыми выступами на белых полях и белыми выступами на коричневых полях). Восемь выступов пнистого (бургундского) столба символизировали восемь основных племён дамара. Коричневый цвет символизировал засушливую, каменистую почву Дамараленда.
В октябре 1979 года правительство Дамараленда сообщила государственному герольду ЮАР о принятии представленных проектов герба и флага, но их официальное использование так и не началось из-за возражений части членов законодательного совета хоумленда, хотя в дальнейшем флаг и использовался неофициально на различных культурных мероприятиях, проводившихся в Дамараленде.
С 1980 года в хоумленде Бушменленд неофициально использовался флаг, состоящий из чёрной, жёлтой и зелёной горизонтальных равновеликих полос.
В хоумленде Бастерленд рехоботеры неофициально использовали бело-красно-чёрный флаг XIX века, но уже прямоугольной формы .
После провозглашения независимости Республики Намибия государства Овамбо, Каванго и Каприви были включены в её состав и упразднены, их законодательные собрания и правительства, как и советы и администрации хоумлендов были распущены, а их флаги и гербы упразднены.
- Неофициальный флаг хоумленда Герероленд
(1970—1990)
- Государство Овамбо 
(1973—1990)
- Государство Каванго
(1973—1990)
- Государство Каприви 
(1977—1990)
- Проект флага хоумленда Дамараленд, 1979 год
- Неофициальный флаг хоумленда Бушменленд 
(с 1980 года)
- Неофициальный флаг рехоботеров

### Борьба за независимость
В 1957 году была создана первая политическая организация Юго-Западной Африки: группа студентов и рабочих народа овамбо в Кейптауне образовала Народный Конгресс Овамболенда, который вскоре был преобразован в Народную Организацию Овамболенда, которая в 1959 году объединилась с организациями народов гереро и дамара в Национальный Союз Юго-Западной Африки, СВАНУ (англ. South West African National Union), в котором доминировали представители народа овамбо.
Флаг СВАНУ состоял из трёх равновеликих горизонтальных полос — синей, красной и зеленой, отделенных узкими жёлтыми полосками.
В 1960 году из СВАНУ выделилась лево-радикальная Народная Организация Юго-Западной Африки, СВАПО (англ. South West Africa People`s Organisation, SWAPO), выступавшая за вооружённую борьбу с южно-африканским режимом, которую и начала 26 августа 1966 года. Флагом СВАПО с 1971 года было полотнище из трёх горизонтальных равновеликих полос — синей, красной и зеленой. В 1972 году Генеральная Ассамблея ООН признала СВАПО единственным законным представителем народа Намибии. После провозглашения в 1975 году независимости Республики Ангола штаб-квартира СВАПО находилась на её территории и Народное движение освобождения Анголы вместе с СССР и Кубой оказывали СВАПО всестороннюю помощь, включая военную.
На первых демократических выборах в Намибии, проведённых под эгидой ООН в ноябре 1989 года, СВАПО получила почти 57 % голосов избирателей и сформировала первое правительство независимой Республики Намибия, лидер СВАПО Сэм Нуйома стал первым президентом Республики Намибия.
Главным соперником СВАПО на выборах 1989 года выступала коалиция 11 умеренных партий и организаций — Демократический альянс Турнхалле (DTA), флагом которого было белое полотнище с синей и красной широкими восходящими полосами, в центре которого был помещён белый круг с рукой, пальцы которой были сложены в виде буквы «V» (жест, обозначающий во многих англоязычных странах победу — по первой букве слова Victory, победа) и аббревиатурой «DTA»
Комбинация цветов флага СВАПО (синий, красный и зелёный) с цветами и их расположением на флаге Демократического альянса Турнхалле (белый, синий и красный в виде восходящих диагональных полос) легла в основу флага Республики Намибия.
- СВАНУ
- СВАПО

## Современные символы
Флаг президента Республики Намибия был создан по образу и подобию флага президента Южно-Африканской Республики и принят 16 марта 1990 года с описанием:

Флаг президента Намибии должен быть прямоугольным триколором в пропорции три по длине к двум по ширине, клиновидно рассечённым в синий, золотой и зелёный; золотое поле обременено у древка гербом с щитодержателями Республики Намибия, высота которого достигает половины ширины флага, а центр расположен на линии, отстоящей на одну треть флага от древка.

Флагом Намибийской полиции является тёмно-синее прямоугольное полотнище с красной восходящей диагональной полосой в белой окантовке. В верхнем крыже у древка помещено полноцветное изображение эмблемы Намибийской полиции в виде 12-лучевого золотого солнца с полноцветным гербом Республики Намибия на белом круге внутри.
- Флаг президента Республики Намибия
- Флаг Намибийской полиции

## Флаги политических партий Намибии
В 1998 году из СВАПО выделилась новая партия — Конгресс демократов, КОД (англ. Congress of Democrats, COD), ставшая вскоре консультативным членом Социалистического Интернационала. Флаг партии — светло-синее полотнище с большой жёлтой пятиконечной звездой с тонкой белой каймой, наложенной на тонкий белый прямой крест.
- Африканский Национальный Союз Каприви
- Конгресс демократов
- Движение за демократию и прогресс